# Босфорский экспресс
Босфорский экспресс (тур. Bosfor Ekspresi), также известный как Трансбалканский экспресс — международный пассажирский поезд, курсирующий между Стамбулом и Бухарестом, Румыния. Он курсирует совместно с экспрессом Стамбул-София до Димитровграда (Болгария), где поезда до Софии (Болгария) отцепляются и едут до столицы Болгарии. Поездом совместно управляют три национальные железные дороги: Турецкая железная дорога, BDZ и CFR. Поезд обслуживает важные города, такие как Стамбул, Эдирне, Стара-Загора и Бухарест.
В каждой стране поезд тянут разные локомотивы. Поезд состоит из 3-4 вагонов. Из них два плацкартных вагона и один спальный вагон. Поскольку в поезде используются электрифицированные и неэлектрифицированные пути, локомотивы, тянущие поезд, также меняются. Из Стамбула поезд тянет электровоз E43000 до турецко=болгарского КПП Капыкуле, после движущей силой становится тепловоз BDŽ класса 07 Болгарских железных дорог. В Димитровграде, Болгария, к поезду присоединяются электровозы БДЖ класса 43 или БДЖ класса 45. На болгарско-румынской границе в городе Русе электровоз болгарских железных дорог BDŽ заменяется румынским тепловозом класса 65, который тянет поезд в Бухарест.

## Маршрут
27 километров поезд едет по ветке пригородного транспорта Marmaray от стамбульского терминала Сиркеджи до станции Халкали. Далее со станции Халкали в сторону Эдирне используют ветки Турецких железных дорог. После Эдирне он прибывает в город Капыкуле на турецко — болгарской границе. Турецкий электровоз отсоединяется и заменяется болгарским тепловозом. Пассажирам необходимо выйти и пересечь железнодорожные пути, чтобы пройти паспортный контроль. После города Горна Оряховица поезд прибывает в город Русе на реке Дунай. Тепловоз снова меняетсяб но уже с болгарского на румынский, пересекает Дунай по Дунайскому мосту и въезжает в румынский город Джурджу, останавливаясь на Северном железнодорожном вокзале Джурджу. Затем путь продолжается на север в Бухарест. Обогнув город, поезд входит в Бухарест с северо-запада на Северный железнодорожный вокзал румынской столицы.